# Phi vụ triệu đô: Hàn Quốc
Phi vụ triệu đô: Hàn Quốc (tiếng Hàn Quốc: 종이의 집: 공동경제구역, đã Latinh hoá: Jong-iui Jip: Gongdonggyeongjeguyeok) là loạt phim truyền hình Hàn Quốc năm 2022 dựa trên phim truyền hình tội phạm cùng tên của Tây Ban Nha và do Kim Hong-sun làm đạo diễn và Ryu Yong-jae viết kịch bản. Bộ phim do Netflix độc quyền phát triển và phân phối, với sự tham gia của các diễn viên Yoo Ji-tae, Park Hae-soo, Jeon Jong-seo, Lee Won-jong, và Park Myung-hoon. Bộ phim lấy nội dung là một vụ bắt cóc con tin ở Bán đảo Triều Tiên, cùng với sự lãnh đạo một chiến lược gia đại tài và những con người có tính cách và chuyên môn khác nhau. Mùa 1 cùng 6 tập đầu tiên đã được phát hành vào ngày 24 tháng 6 năm 2022 trên Netflix, 6 tập còn lại ra mắt vào ngày 9/12 cùng năm.

## Tóm tắt phim
Phi vụ triệu đô: Hàn Quốc là phiên bản làm lại của bộ phim truyền hình Tây Ban Nha, theo cốt truyện và các nhân vật của bộ phim gốc. Biên kịch đã đưa những thay đổi về văn hóa và ngôn ngữ vào cốt truyện để mang đến cho nó một phong thái mới mẻ, trong đó Yoo Ji-tae vào vai "Giáo sư", một chiến lược gia tội phạm và cũng là chủ mưu vụ cướp, lên kế hoạch thực hiện một vụ cướp ở Bán đảo Triều Tiên. Hoạt động này liên quan đến các chiến lược gia đại tài và những kẻ liều lĩnh với những tính nết và chuyên môn đặc thù, họ phải đối mặt với những tình huống bất thường.

## Diễn viên

### Nhóm cướp
- Yoo Ji-tae trong vai Giáo sư/ Park Sun-ho[9] Anh là chủ mưu cho vụ cướp 4.000 tỷ won, đồng thời là bạn trai của thanh tra cảnh sát Seon Woo-jin.
- Jeon Jong-seo trong vai Tokyo/ Lee Hong-dan[10]

Một cựu binh sĩ Triều Tiên bị truy nã vì phạm tội cướp có vũ trang và giết người cho vay nặng lãi (là những kẻ tống tiền người nhập cư Triều Tiên không một xu dính túi) trước khi Giáo sư tuyển cô vào vụ cướp. Cô đóng vai trò là người kể chuyện của bộ phim.
- Park Hae-soo trong vai Berlin / Song Jung-ho[11] Một người Triều Tiên 41 tuổi và là cựu tù nhân của trại tập trung Kaechon, nơi anh ta bị giam giữ 25 năm kể từ năm 9 tuổi do cố gắng đào tẩu. Anh ta có xu hướng sử dụng bạo lực và tìm cách sử dụng sự sợ hãi để đe dọa con tin, khác với ý định của Giáo sư là không làm hại con tin.
- Lee Won-jong trong vai Moscow / Oh Man-sik[12] Một cựu tù nhân, người nuôi con trai Denver một mình, sau khi vợ bỏ đi. Ông liên tục ra vào nhà tù trước khi xảy ra vụ trộm.
- Kim Ji-hoon trong vai Denver / Oh Taek-su[13] Con trai của Moscow, người sau này phải lòng Mi-seon, một trong những con tin ở Xưởng đúc tiền.
- Jang Yoon-ju trong vai Nairobi / Sim Young-mun[14] Một kẻ lừa đảo đã được Giáo sư tuyển dụng
- Lee Hyun-woo trong vai Rio / Han Joseph[15] Là em út của nhóm và là một hacker lành nghề. Anh ta là một sinh viên trường y đã bỏ học và là con trai của một gia đình giàu có.
- Kim Ji-hun trong vai Helsinki / Ko Myung-tae[10] Anh trai của Oslo và là cựu thành viên của một băng đảng ở Diên Biên.
- Lee Kyu-ho trong vai Oslo/ Lee Sang-yeon[10] Em trai của Helsinki và là cựu thành viên của một băng đảng ở Diên Biên.

### Lực lượng Đặc nhiệm
- Kim Yun-jin trong vai Seon Woo-jin, trưởng cục đàm phán thuộc Cơ quan Cảnh sát Quốc gia.[10]
- Kim Sung-oh trong vai Đại úy Cha Moo-hyuk, một cựu đặc nhiệm từ Triều Tiên được cử đi xử lí cuộc bắt cóc con tin.[10]
- Sun Woo-seong trong vai Nam Dong-cheol, Trung sĩ Sở cảnh sát Gyeonggi
- Park Su-yeong trong vai Yun Chang-su, Cảnh sát trưởng Khu vực Kinh tế chung

### Con tin
- Park Myung-hoon trong vai Cho Young-min, giám đốc Xưởng in tiền. Anh ta chỉ quan tâm đến sự an toàn của bản thân và coi thường tính mạng của người khác. Anh ta ngoại tình với Mi-seon mặc dù đã kết hôn và có 2 đứa con.[10]
- Lee Joo-bin trong vai Yoon Mi-seon/Stockholm, một nhân viên phụ trách kế toán tại Xưởng in tiền, cô là người yêu cũ của Young-min, nhưng sau đó yêu Denver, sau khi phi vụ thành công cô gia nhập băng cướp và lấy tên Stockholm.[16]
- Lee Si-woo trong vai Anne Kim, nữ sinh trung học kiêm con gái của Đại sứ Hoa Kỳ, người đã đến cùng lớp của mình để tham quan thực tế tại Xưởng in tiền. Cô là một trong những con tin bị giam giữ tại đây.[17]
- Hong In trong vai Hwang Hyun-ho, Phó giám đốc Xưởng in tiền đặt tại khu kinh tế chung trên Bán đảo Triều Tiên.[18]
- Gil Eun-seong trong vai Park Chul-woo, một thành viên của lực lượng đặc nhiệm của quân đội Triều Tiên, người đã thâm nhập vào xưởng in tiền do bọn cướp chiếm đóng.[19]

### Nhân vật khác
- Lim Ji-yeon trong vai Seoul, thủ lĩnh của nhóm lính đánh thuê bên ngoài xưởng in tiền để hỗ trợ băng cướp[20][21].
- Lim Hyeong-guk trong vai Jeon Yong-soo, nhà lãnh đạo từ Triều Tiên tham gia hợp tác kinh tế liên Triều[22]
- Jang Hyun-sung trong vai Kim Sang-man, chính trị gia từng là chồng của Woo-jin.[23]
- Gil Eun-Seong trong vai Kim Chul-yoon, một cựu đặc vụ từ Triều Tiên[24].
- Han Seo-jin trong vai Kim Min-ah, con gái của Seon Woo-jin và Kim Sang-man
- Yi Yong-nyeo trong vai Park Pil-sun, mẹ của Seon Woon-jin.
- Kim Jun trong vai con trai của Nairobi.
- Jeong Jae-seong trong vai Marshall Kim, Đại sứ Mỹ tại Hàn Quốc và bố của Anne Kim
- Yi Chang-hun trong vai Oh Jae-yoon, Chủ tịch tập đoàn Ohsung, người ủng hộ Kim Sang-man và là người đang thực hiện mong muốn của ông thông qua việc thành lập mô hình hợp tác kinh tế liên Triều.

## Tập phim
| Mùa | Mùa | Số tập | Số tập | Phát hành gốc       | Phát hành gốc       |
| --- | --- | ------ | ------ | ------------------- | ------------------- |
|     | 1   | 12     | 6      | 24 tháng 6 năm 2022 | 24 tháng 6 năm 2022 |
|     | 1   | 12     | 6      | 9 tháng 12 năm 2022 | 9 tháng 12 năm 2022 |

### Mùa 1(2022)
| ' |    |          |              |                                            |                     |
| 1 | 1  | "Tập 1"  | Kim Hong-sun | Ryu Yong-jae, Kim Hwan-chae, Choe Sung-jun | 24 tháng 6 năm 2022 |
| Được Giáo Sư chiêu mộ cho một công việc có quy mô chưa từng có, 8 tên trộm xông vào Sở Đúc tiền Thống nhất. Cảnh sát thành lập một đội đặc nhiệm.                                 |    |          |              |                                            |                     |
| 2 | 2  | "Tập 2"  | Kim Hong-sun | Ryu Yong-jae, Kim Hwan-chae, Choe Sung-jun | 24 tháng 6 năm 2022 |
| Seon Woo Jin chờ băng trộm sẩy chân. Kế hoạch trốn thoát xoay quanh việc lấy lại chiếc đồng hồ thông minh bị cất giấu khiến Yoon Mi Seon gặp nguy hiểm.                           |    |          |              |                                            |                     |
| 3 | 3  | "Tập 3"  | Kim Hong-sun | Ryu Yong-jae, Kim Hwan-chae, Choe Sung-jun | 24 tháng 6 năm 2022 |
| Tiếng súng khiến Sở Đúc tiền rúng động. Mối bất đồng giữa những tên trộm đạt đến tầm cao mới khi một số người trong số họ tin rằng một ranh giới đã bị phá vỡ.                    |    |          |              |                                            |                     |
| 4 | 4  | "Tập 4"  | Kim Hong-sun | Ryu Yong-jae, Kim Hwan-chae, Choe Sung-jun | 24 tháng 6 năm 2022 |
| Tìm cách biến một thảm họa tiềm ẩn thành cơ hội, Woo Jin tạo áp lực để Giáo Sư cho phép nhân viên y tế vào Sở Đúc tiền.                                                           |    |          |              |                                            |                     |
| 5 | 5  | "Tập 5"  | Kim Hong-sun | Ryu Yong-jae, Kim Hwan-chae, Choe Sung-jun | 24 tháng 6 năm 2022 |
| Cha Moo-Hyuk gấp rút thực hiện kế hoạch riêng. Một phát hiện quan trọng bên phía của Woo-Jin có nguy cơ làm đảo lộn chiến lược của Giáo Sư.                                       |    |          |              |                                            |                     |
| 6 | 6  | "Tập 6"  | Kim Hong-sun | Ryu Yong-jae, Kim Hwan-chae, Choe Sung-jun | 24 tháng 6 năm 2022 |
| Khi những người bên ngoài Sở Đúc tiền hoảng loạn, Woo Jin đề nghị cô vào trong cùng một người quay phim để băng trộm có thể cho công chúng thấy các con tin vẫn an toàn.          |    |          |              |                                            |                     |
| ' |    |          |              |                                            |                     |
| 7 | 7  | "Tập 7"  | Kim Hong-sun | Ryu Yong-jae, Kim Hwan-chae, Choe Sung-jun | 9 tháng 12 năm 2022 |
| Woo Jin thay đổi chiến thuật sau khi tìm ra lý do thực sự của vụ cướp. Cùng lời hứa táo bạo, Kim Sang Man đưa ra một đề nghị với băng trộm.                                       |    |          |              |                                            |                     |
| 8 | 8  | "Tập 8"  | Kim Hong-sun | Ryu Yong-jae, Kim Hwan-chae, Choe Sung-jun | 9 tháng 12 năm 2022 |
| Các con tin bắt đầu thực hiện kế hoạch trốn thoát trong khi Park Chul-Woo gọi viện trợ. Cố gắng trở thành người đầu tiên rời Sở Đúc tiền, nỗ lực của Cho Young-Min phản tác dụng. |    |          |              |                                            |                     |
| 9 | 9  | "Tập 9"  | Kim Hong-sun | Ryu Yong-jae, Kim Hwan-chae, Choe Sung-jun | 9 tháng 12 năm 2022 |
| Cảnh sát thẩm vấn một tên trộm. Sang Man can thiệp để kiểm soát cuộc đàm phán con tin. Một nhiệm vụ giải cứu diễn ra để đưa một đứa trẻ đến nơi an toàn.                          |    |          |              |                                            |                     |
| 10 | 10 | "Tập 10" | Kim Hong-sun | Ryu Yong-jae, Kim Hwan-chae, Choe Sung-jun | 9 tháng 12 năm 2022 |
| Băng trộm cho con tin lựa chọn giữa tiền và tự do. Sau khi biết về cuộc tình của con trai, Moscow hé lộ quá khứ của mình.                                                         |    |          |              |                                            |                     |
| 11 | 11 | "Tập 11" | Kim Hong-sun | Ryu Yong-jae, Kim Hwan-chae, Choe Sung-jun | 9 tháng 12 năm 2022 |
| Một tình huống y tế khẩn cấp khiến băng trộm bất an trong khi phải đẩy nhanh kế hoạch. Woo Jin dụ Giáo Sư đến một bệnh viện gần đó.                                               |    |          |              |                                            |                     |
| 12 | 12 | "Tập 12" | Kim Hong-sun | Ryu Yong-jae, Kim Hwan-chae, Choe Sung-jun | 9 tháng 12 năm 2022 |
| Cảnh sát áp sát băng trộm đang chuẩn bị vận chuyển tiền ra khỏi Sở Đúc tiền. Cuộc biểu tình quyết liệt buộc Sang-Man phải áp dụng biện pháp cứng rắn.                             |    |          |              |                                            |                     |

## Sản xuất

### Phát triển
Vào tháng 6 năm 2020, các nguồn tin cho biết hãng BH Entertainment đang lên kế hoạch làm lại Phi vụ triệu đô cùng với sự hợp tác sản xuất của Content Zium. Họ đã đàm phán với Netflix và hiện đang trong giai đoạn phát triển. Ngày 1 tháng 12, có thông tin rằng một bộ phim làm lại của Hàn Quốc đã được Netflix xác nhận với Kim Hong-sun là đạo diễn và Ryu Yong-jae là tác giả kịch bản. BH Entertainment sẽ chịu trách nhiệm sản xuất, loạt phim dài tổng cộng 12 tập.

### Tuyển vai diễn
Ngày 31 tháng 3, dàn diễn viên của bộ phim đã được Netflix xác nhận. Sau khi hoàn thiện dàn diễn viên, quá trình bản địa hóa cốt truyện và các nhân vật được bắt đầu. Điều khó khăn nhất là làm sao để giữ cho câu chuyện nguyên gốc và các đặc tính ngoại hình của các nhân vật. Lim Ji-Yeon đã tham gia dàn diễn viên vào tháng 4 năm 2021. Lee Hyun-woo thay thế Park Jung-woo do xung đột lịch làm việc với dự án Fly High Butterfly. Các nhân vật và dàn diễn viên Hàn Quốc đã được so sánh để đưa ra những điểm giống và khác nhau giữa bản gốc và bản chuyển thể.

### Quay phim
Quá trình quay phim được bắt đầu diễn ra từ ngày 7 tháng 7 nhưng đã bị tạm hoãn theo hướng dẫn nhằm hạn chế sự lây lan của COVID-19.
Vào ngày 17 tháng 1 năm 2022, Netflix đã tiết lộ tiêu đề tiếng Anh của bộ phim: Phi vụ triệu đô: Hàn Quốc - Khu vực Kinh tế chung (tiếng Anh: Money Heist: Korea – Joint Economic Area).
Vào ngày 29 tháng 4 năm 2022, Netflix đã tiết lộ rằng Phi vụ triệu đô: Hàn Quốc - Khu vực Kinh tế chung sẽ được phát hành vào ngày 24 tháng 6 năm 2022.
Vào ngày 20 tháng 5 năm 2022, Netflix đã phát hành đoạn giới thiệu phim chính thức.

## Đón nhận

### Lượt xem
Phim nằm trong Top 10 chương trình truyền hình Netflix được xem nhiều nhất toàn cầu hàng tuần, đứng đầu danh sách với 33.740.000 giờ xem trong tuần từ ngày 20 tháng 6 đến ngày 26 tháng 6 và với 49.000.000 giờ xem trong tuần từ ngày 20 tháng 6 đến ngày 26 tháng 6 và 27 tháng 6 đến 3 tháng 7. Trong tuần từ 4 tháng 7 đến 10 tháng 7, nó đứng ở vị trí thứ 3 với 15.630.000 giờ xem. Ngoài ra, phim còn đứng đầu trong danh sách Top 10 của 51 quốc gia.

### Đánh giá
Trên trang đánh giá tổng hợp Rotten Tomatoes, bộ phim có tỷ lệ ủng hộ 79% dựa trên 14 bài đánh giá, với điểm trung bình là 6,6/10 cùng nhận định "Bản Money Heist của Hàn Quốc này làm lại từ bản gốc đến mức không gây ngạc nhiên cho những người hâm mộ đã quen thuộc, nhưng quá trình thực hiện rất khéo léo và thiết kế chắc chắn." Có nhiều ý kiến cho rằng phim thất bại vượt qua cái bóng của bản gốc, dù đã rất nỗ lực trong việc bản địa hóa và thêm thắt các chi tiết mới lạ. Báo SCMP nhận định, phần 2 đã mất đi nhiều sức hút khi việc xây dựng hình tượng, khai thác xung đột giữa các nhân vật trở nên nhạt nhoà, báo cũng cho hay phần 1 mới là một cuộc dạo chơi thú vị và về cơ bản vẫn giữ nguyên nội dung của bản gốc. Nhưng chính vì điều đó, bộ phim đã phải vật lộn để tìm được khán giả trong nước hoặc quốc tế.